# Zoster
Zoster (gr. ζωστήρ) – rodzaj sznura lub pasa noszonego w starożytnej Grecji przez mężczyzn (a później przypuszczalnie także przez kobiety) od czasów archaicznych do hellenistycznych.
Określenie to pojawia się u Homera, gdzie odnosi się do nabijanych brązowymi płytkami skórzanych pasów wojowników. W dalszych wzmiankowanych przykładach z okresu późnoarchaicznego i wczesnoklasycznego zoster ma postać pasa lub odpowiednio splecionego materiału, które służą do przewiązywania męskiego ubioru, przede wszystkim krótszego chitonu. Jako pas szerszy, wykonany ze skóry, bywał umieszczany powyżej innego.
W epoce hellenistycznej nazywany był zone, a używano go do podwiązywania fałd w ubiorach zarówno męskich, jak i kobiecych.